# Ślad Hotellinga-Lawleya
Ślad Hotellinga-Lawleya (ang. Hotelling-Lawley trace, Hotelling trace coefficient) – test statystyczny wykonywany w ramach procedury MANOVA, służący porównaniu średnich w dwóch grupach. Nazwa testu pochodzi od nazwisk Harolda Hotellinga oraz Derricka N. Lawleya, którzy przyczynili się do jego powstania, zaś słowo „ślad” odnosi się do pojęcia śladu macierzy, czyli sumy elementów na głównej przekątnej macierzy kwadratowej. Alternatywnymi testami dla śladu Hotellinga-Lawleya, które również mogą być wykonane w ramach MANOVY, są lambda Wilksa, ślad Pillaia oraz test Roya. 